# Tình trạng pháp lý của bitcoin theo quốc gia hoặc vùng lãnh thổ

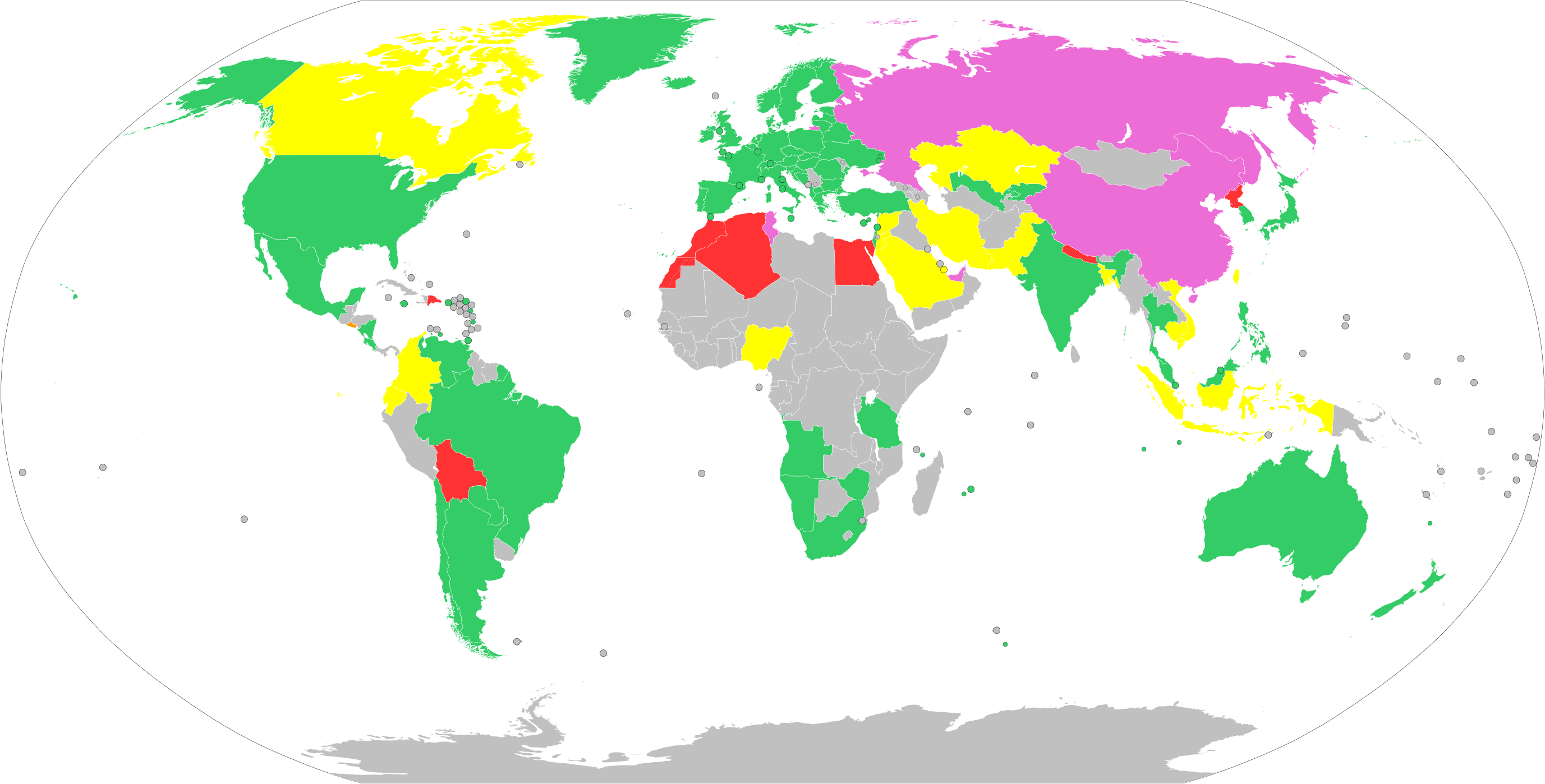
Tình trạng pháp lý của bitcoin
Hợp pháp
Cho phép có hạn chế
Dùng luật cũ
Cấm (một phần)
Không có dữ liệu

Tình trạng pháp lý của bitcoin (và các công cụ tiền điện tử liên quan) về cơ bản khác nhau giữa các quốc gia và trong nhiều trường hợp vẫn chưa xác định hoặc thay đổi liên tục. Trong khi phần lớn các quốc gia không coi việc sử dụng bitcoin là bất hợp pháp, tính hợp pháp của nó dưới dạng tiền tệ hay hàng hóa rất đa dạng, với các hàm ý pháp lý khác nhau.

## Chi tiết theo nhóm quốc gia
| Quốc gia hoặc lãnh thổ | Tính hợp pháp |
| ---------------------- | --- |
| Liên minh Châu Âu      | Hợp pháp Liên minh châu Âu chưa thông qua luật cụ thể liên quan đến tình trạng của bitcoin như là một loại tiền tệ, nhưng đã tuyên bố rằng VAT/GST không được áp dụng cho việc chuyển đổi giữa tiền tệ truyền thống và bitcoin. VAT/GST và các loại thuế khác (chẳng hạn như thuế thu nhập) vẫn áp dụng cho các giao dịch được thực hiện bằng bitcoin cho hàng hóa và dịch vụ. Vào tháng 10 năm 2015, Tòa án Công lý của Liên minh Châu Âu đã ra phán quyết rằng "Việc trao đổi tiền tệ truyền thống lấy các đơn vị tiền ảo 'bitcoin' được miễn thuế VAT" và "Các quốc gia thành viên phải miễn trừ các giao dịch liên quan đến 'tiền, tiền giấy và tiền xu được sử dụng làm đấu thầu hợp pháp", khiến bitcoin trở thành một loại tiền tệ thay vì trở thành hàng hóa. Theo các thẩm phán, không nên tính thuế vì bitcoin nên được coi như một phương tiện thanh toán. Theo Ngân hàng Trung ương Châu Âu, quy định khu vực tài chính truyền thống không được áp dụng đối với bitcoin vì nó không liên quan đến các tác nhân tài chính truyền thống. Tuy nhiên, những người khác ở EU đã tuyên bố rằng các quy tắc hiện tại có thể được mở rộng để bao gồm cả bitcoin và các công ty bitcoin. Ngân hàng Trung ương Châu Âu phân loại bitcoin là một loại tiền ảo phi tập trung có thể chuyển đổi. Vào tháng 7 năm 2014, Cơ quan Ngân hàng Châu Âu đã khuyến cáo các ngân hàng Châu Âu không nên giao dịch bằng các loại tiền ảo như bitcoin cho đến khi có cơ chế quản lý. Vào năm 2016, đề xuất của Nghị viện Châu Âu về việc thành lập một lực lượng đặc nhiệm giám sát các loại tiền ảo nhằm chống rửa tiền và khủng bố, được 542 phiếu thuận với 51 phiếu trắng, đã được gửi đến Ủy ban Châu Âu để xem xét. |
| G7                     | Hợp pháp Vào năm 2013, Lực lượng Đặc nhiệm Hành động Tài chính của G7 đã ban hành tuyên bố sau đây trong các hướng dẫn có thể áp dụng cho các công ty liên quan đến việc chuyển bitcoin và các loại tiền tệ khác, "Các dịch vụ thanh toán dựa trên Internet cho phép bên thứ ba tài trợ từ các nguồn ẩn danh có thể đối mặt với nguy cơ gia tăng [rửa tiền / tài trợ khủng bố]." Họ kết luận rằng điều này có thể "đặt ra thách thức đối với các quốc gia trong việc quản lý và giám sát [chống rửa tiền/chống tài trợ khủng bố]". |

## Chi tiết theo quốc gia hoặc vùng lãnh thổ

### Châu Phi

#### Bắc Phi
| Quốc gia hoặc lãnh thổ | Tính hợp pháp |
| ---------------------- | --- |
| Algeria                | Bất hợp pháp Việc mua bán, sử dụng và nắm giữ cái gọi là tiền ảo bị nghiêm cấm. Tiền ảo được người dùng internet sử dụng thông qua web. Nó có đặc điểm là không có hỗ trợ vật chất như tiền xu, tiền giấy, thanh toán bằng séc hoặc thẻ tín dụng. Mọi hành vi vi phạm quy định này đều bị trừng phạt theo luật và quy định hiện hành. |
| Ai Cập                 | Bất hợp pháp "Dar al-Ifta của Ai Cập, nhà lập pháp Hồi giáo chính ở Ai Cập, đã ban hành một sắc lệnh tôn giáo phân loại các giao dịch thương mại bằng bitcoin là haram (bị cấm theo luật Hồi giáo)." |
| Morocco                | Bất hợp pháp Vào ngày 20 tháng 11 năm 2017, văn phòng des Changes của Morocco đã ban hành một tuyên bố công khai, trong đó tuyên bố, "Văn phòng des Changes muốn thông báo cho công chúng rằng các giao dịch thông qua tiền ảo vi phạm các quy định của sàn giao dịch, phải chịu các hình phạt và tiền phạt do [luật hiện hành] có hiệu lực." Ngày hôm sau, các cơ quan quản lý tiền tệ cũng đã phản ứng trong một tuyên bố do Bộ Kinh tế và Tài chính, Ngân hàng Al-Maghrib và Cơ quan Thị trường Vốn Ma-rốc (AMMC) đồng phát hành, cảnh báo những rủi ro liên quan đến bitcoin, có thể bị sử dụng "cho mục đích bất chính. hoặc mục đích tội phạm, bao gồm rửa tiền và tài trợ khủng bố" Vào ngày 19 tháng 12 năm 2017, Abdellatif Jouahri, thống đốc Ngân hàng Al-Maghrib, cho biết tại một cuộc họp báo được tổ chức tại Rabat trong cuộc họp hàng quý cuối cùng của Hội đồng quản trị Ngân hàng Al-Maghrib năm 2017 rằng bitcoin không phải là tiền tệ mà là một "tài sản tài chính". Ông cũng cảnh báo về những nguy hiểm của nó và kêu gọi đưa ra một khuôn khổ để bảo vệ người tiêu dùng. |

#### Tây Phi
| Quốc gia hoặc lãnh thổ | Tính hợp pháp |
| ---------------------- | --- |
| Nigeria                | Hợp pháp Kể từ ngày 17 tháng 1 năm 2017, Ngân hàng Trung ương Nigeria (CBN) đã thông qua một thông tư để thông báo cho tất cả các ngân hàng Nigeria rằng các giao dịch ngân hàng bằng bitcoin và các loại tiền ảo khác đã bị cấm ở Nigeria. Sau đó, một ủy ban đã được thành lập bởi Ngân hàng Trung ương Nigeria (CBN) và Tổng công ty Bảo hiểm tiền gửi Nigeria (NDIC) để xem xét khả năng đất nước áp dụng công nghệ thúc đẩy bitcoin và các loại tiền kỹ thuật số khác - blockchain. Ủy ban đã đệ trình báo cáo của mình nhưng "một số tiểu ban vẫn đang làm việc về vấn đề này" theo Giám đốc, Bộ phận Hệ thống Ngân hàng & Thanh toán tại CBN, ông 'Dipo Fatokun. |

#### Các quốc gia Ấn Độ Dương
| Quốc gia hoặc lãnh thổ | Tính hợp pháp |
| ---------------------- | --- |
| Mauritius              | Hợp pháp Ủy ban Dịch vụ Tài chính Mauritius coi tiền điện tử được quy định như một Tài sản Kỹ thuật số theo Đạo luật Dịch vụ Tài chính 2007 và mặc dù nó cảnh báo các nhà đầu tư rằng họ không được bảo vệ bởi bất kỳ thỏa thuận bồi thường theo luật định nào, nhưng chúng là hợp pháp. |

#### Nam Phi
| Quốc gia hoặc lãnh thổ | Tính hợp pháp |
| ---------------------- | --- |
| Angola                 | Hợp pháp Mặc dù các quan chức chính phủ đã khuyên không nên sử dụng Bitcoin, nhưng không có luật nào chống lại nó và nó vẫn hoàn toàn hợp pháp. |
| Nam Phi                | Hợp pháp Vào tháng 12 năm 2014, Ngân hàng Dự trữ Nam Phi đã ban hành một báo cáo quan điểm về tiền ảo theo đó tuyên bố rằng tiền ảo 'không có tư cách pháp lý hoặc khuôn khổ quy định'. Sở Thuế vụ Nam Phi đã phân loại bitcoin là tài sản vô hình.                                                                                       |
| Namibia                | Hợp pháp Vào tháng 9 năm 2017, Ngân hàng Namibia đã đưa ra quan điểm về tiền ảo có tên trong đó tuyên bố không cho phép trao đổi tiền điện tử và không thể chấp nhận tiền điện tử làm thanh toán cho hàng hóa và dịch vụ. |
| Zimbabwe               | Hợp pháp Ngân hàng Dự trữ Zimbabwe hoài nghi về bitcoin và đã không chính thức cho phép sử dụng nó. Tuy nhiên, vào ngày 5 tháng 4 năm 2017, BitMari Lưu trữ ngày 31 tháng 3 năm 2022 tại Wayback Machine, một nền tảng Blockchain Liên Phi đã được cấp phép, thông qua đối tác ngân hàng của nó, AgriBank, để hoạt động tại quốc gia này. |

### Châu Mỹ

#### Bắc Mỹ
| Quốc gia hoặc lãnh thổ | Tính hợp pháp |
| ---------------------- | --- |
| Canada                 | Hợp pháp/Cấm giao dịch ngân hàng Các công ty kinh doanh tiền ảo phải đăng ký với Trung tâm phân tích báo cáo và giao dịch tài chính của Canada (Fintrac), thực hiện các chương trình tuân thủ, lưu giữ hồ sơ bắt buộc, báo cáo các giao dịch đáng ngờ hoặc liên quan đến khủng bố và xác định xem có khách hàng nào của họ là "những người có liên quan đến chính trị không." Luật này áp dụng cho các sàn giao dịch tiền ảo không thuộc Canada nếu họ có khách hàng là người Canada. Các ngân hàng không được mở hoặc duy trì tài khoản hoặc có quan hệ ngân hàng đại lý với các công ty kinh doanh tiền ảo nếu công ty đó chưa đăng ký với Fintrac. Các đại lý bằng tiền kỹ thuật số được quy định là doanh nghiệp kinh doanh dịch vụ tiền tệ. Authorite des Marches Financiers, cơ quan quản lý ở tỉnh Quebec, đã tuyên bố rằng một số mô hình kinh doanh liên quan đến bitcoin bao gồm sàn giao dịch và máy ATM được quy định theo Đạo luật MSB hiện hành. Kể từ tháng 4 năm 2018, Ngân hàng Montreal (BMO) đã thông báo rằng họ sẽ cấm khách hàng sử dụng thẻ tín dụng và thẻ ghi nợ của mình tham gia mua tiền điện tử bằng thẻ của họ. Việc này diễn ra sau một lệnh cấm khác của ngân hàng Toronto Dominion (TD) ở Canada. |
| Hoa Kỳ                 | Hợp pháp Năm 2013, Bộ Tài chính Hoa Kỳ phân loại bitcoin như là một loại tiền ảo phi tập trung có thể chuyển đổi. Ủy ban Giao dịch Hàng hóa Tương lai, CFTC, đã phân loại bitcoin là một loại hàng hóa vào tháng 9 năm 2015. Theo IRS, bitcoin bị đánh thuế như một tài sản. Bitcoin đã được đề cập trong một ý kiến của Tòa án Tối cao Hoa Kỳ (trên Wisconsin Central Ltd. v. Hoa Kỳ) về việc thay đổi định nghĩa về tiền vào ngày 21 tháng 6 năm 2018. Nếu các doanh nghiệp kinh doanh dịch vụ tiền tệ, bao gồm sàn giao dịch tiền điện tử, máy chuyển tiền và dịch vụ ẩn danh thực hiện một số lượng kinh doanh đáng kể ở Hoa Kỳ, thì họ bắt buộc phải - đăng ký với FinCEN Hoa Kỳ như một doanh nghiệp kinh doanh dịch vụ tiền tệ - thiết kế và thực thi chương trình chống rửa tiền (AML), và - lưu giữ hồ sơ thích hợp và báo cáo cho FinCEN, bao gồm Báo cáo hoạt động đáng ngờ (SAR) và Báo cáo giao dịch tiền tệ (CTR) Mười bảy quốc gia khác có yêu cầu AML tương tự. Tính đến năm 2018, FinCEN của Hoa Kỳ nhận được hơn 1.500 SAR mỗi tháng liên quan đến tiền điện tử. Vào tháng 9 năm 2016, một thẩm phán liên bang đã ra phán quyết rằng "Bitcoin là tiền theo nghĩa đơn giản của thuật ngữ đó".                     |
| Mexico                 | Hợp pháp Bitcoin là hợp pháp ở Mexico kể từ năm 2017. Luật FinTech quy định bitcoin là tài sản ảo. |

#### Trung Mỹ
| Quốc gia hoặc lãnh thổ | Tính hợp pháp |
| ---------------------- | --- |
| Nicaragua              | Hợp pháp Các báo cáo tin tức chỉ ra rằng bitcoin đang được sử dụng trong nước. |
| Costa Rica             | Hợp pháp Ngân hàng Trung ương Costa Rica đã thông báo rằng bitcoin và tiền điện tử không được coi là tiền tệ và không được hỗ trợ bởi chính phủ cũng như luật pháp. Tuy nhiên, chúng không phải là bất hợp pháp. Một số thương nhân Costa Rica chấp nhận bitcoin. |

#### Vùng Caribe
| Quốc gia hoặc lãnh thổ | Tính hợp pháp |
| ---------------------- | --- |
| Jamaica                | Hợp pháp Ngân hàng Jamaica (BoJ), Ngân hàng Trung ương quốc gia, đã tuyên bố công khai rằng họ phải tạo cơ hội cho việc khai thác các công nghệ bao gồm tiền điện tử. Theo đó, vào năm 2017, BoJ sẽ bắt tay vào một chiến dịch nâng cao nhận thức về tiền điện tử như một phần của việc tăng cường hiểu biết và hiểu biết về tài chính chung về tiền điện tử. Các dấu hiệu cho thấy rằng các tín hiệu ban đầu của BoJ chỉ ra khuôn khổ chung của họ về "hệ thống dịch vụ thanh toán bán lẻ điện tử" có thể được đưa ra dựa trên những cân nhắc ban đầu về tiền điện tử. |
| Trinidad và Tobago     | Hợp pháp Hợp pháp. |

#### Nam Mỹ
| Quốc gia hoặc lãnh thổ | Tính hợp pháp |
| ---------------------- | --- |
| Argentina              | Hợp pháp Bitcoin có thể được coi là tiền, nhưng không phải là tiền tệ hợp pháp. Bitcoin có thể được coi là một hàng hóa hoặc một thứ theo Bộ luật Dân sự của Argentina và các giao dịch bằng bitcoin có thể được quy định bởi các quy tắc mua bán hàng hóa theo Bộ luật Dân sự.. |
| Bolivia                | Bất hợp pháp Cấm tuyệt đối. Ngân hàng Trung ương Bolivia đã ban hành một nghị quyết cấm bitcoin và bất kỳ loại tiền tệ nào khác không được quản lý bởi một quốc gia hoặc khu vực kinh tế vào năm 2014. |
| Brazil                 | Hợp pháp Không được quy định theo một tuyên bố năm 2014 của Ngân hàng Trung ương Brazil liên quan đến tiền điện tử, nhưng không được khuyến khích vì rủi ro trong hoạt động. Vào tháng 11 năm 2017, tình trạng không quy định và không khuyến khích này đã được nhắc lại bởi Ngân hàng Trung ương Brazil. |
| Chile                  | Hợp pháp Không có quy định nào về việc sử dụng bitcoin. |
| Colombia               | Hợp pháp/Cấm giao dịch ngân hàng Các tổ chức tài chính không được phép tạo điều kiện cho các giao dịch bitcoin. Superintendencia Financiera đã cảnh báo các tổ chức tài chính vào năm 2014 rằng họ có thể không "bảo vệ, đầu tư, môi giới hoặc quản lý hoạt động tiền ảo". |
| Ecuador                | Bất hợp pháp Chính phủ Ecuador đã ban hành lệnh cấm đối với bitcoin và các loại tiền kỹ thuật số khác. Quốc hội Ecuador đã cấm bitcoin bao gồm các loại tiền kỹ thuật số / tiền điện tử phi tập trung khác, do việc thiết lập một hệ thống tiền điện tử mới do nhà nước điều hành. Dự án mới của Ecuador sẽ do chính phủ kiểm soát và gắn trực tiếp với đồng nội tệ - đồng đô la. Người dùng sẽ có thể thanh toán cho các dịch vụ được chọn và gửi tiền giữa các cá nhân. Việc này dự kiến sẽ bắt đầu vào giữa tháng 2 năm 2015. "Tiền điện tử được thiết kế để vận hành và hỗ trợ kế hoạch đô la hóa tiền tệ," nhà kinh tế học Diego Martinez, đại biểu của Tổng thống Cộng hòa cho Ban Điều hành và Chính sách Tài chính Tiền tệ. |
| Venezuela              | Hợp pháp Những người khai thác bitcoin từng bị cơ quan thực thi pháp luật bắt giữ, tuy nhiên vào tháng 1 năm 2018, Carlos Vargas, giám đốc điều hành tiền điện tử của chính phủ cho biết "Đó là một hoạt động hiện hoàn toàn hợp pháp. Chúng tôi đã có các cuộc họp với Tòa án Tối cao để những người từng là nạn nhân của các vụ bắt giữ trong những năm trước sẽ được bác bỏ các cáo buộc ". |

### Châu Á

#### Trung Á
| Quốc gia hoặc lãnh thổ | Tính hợp pháp |
| ---------------------- | --- |
| Kyrgyzstan             | Hợp pháp Bitcoin được coi là hàng hóa, không phải là chứng khoán hay tiền tệ theo luật pháp của Cộng hòa Kyrgyzstan và có thể được khai thác, mua, bán và giao dịch hợp pháp trên một sàn giao dịch hàng hóa địa phương. Việc sử dụng bitcoin như một loại tiền tệ trong các khu định cư trong nước bị hạn chế. |
| Uzbekistan             | Hợp pháp Vào ngày 2 tháng 9 năm 2018, một nghị định hợp pháp hóa - và miễn thuế - giao dịch tiền điện tử và hoạt động khai thác trong nước có hiệu lực, biến Uzbekistan trở thành một quốc gia thân thiện với tiền điện tử.                                                                                     |

#### Âu-Á
| Quốc gia hoặc lãnh thổ | Tính hợp pháp |
| ---------------------- | --- |
| Síp                    | Hợp pháp Việc sử dụng bitcoin không được quy định ở Síp. |
| Nga                    | Hợp pháp để khai thác BitcoinCấm ngân hàng Kể từ tháng 11 năm 2016, bitcoin "không phải là bất hợp pháp" theo Cơ quan Thuế Liên bang Nga. Thứ trưởng Bộ Tài chính Liên bang Nga Alexei Moiseev cho biết vào tháng 9 năm 2017, việc chấp nhận thanh toán bằng tiền điện tử là "có thể là bất hợp pháp". Tuy nhiên, các trang web thị trường bitcoin bị chặn và các quyết định của tòa án tuyên bố rằng bitcoin là một loại tiền tệ thay thế ngoài vòng pháp luật trên lãnh thổ của Liên bang Nga. Theo quan điểm của luật hiện hành của Nga, tiền điện tử là một sự thay thế tiền tệ. Theo điều 27 của Luật Liên bang "Về Ngân hàng Trung ương Liên bang Nga (Ngân hàng Nga)", việc phát hành đại diện tiền tệ ở Liên bang Nga bị cấm. Ngân hàng Trung ương Nga và Rosfinmonitoring trong các kháng nghị cung cấp thông tin của họ đã nhiều lần cảnh báo công dân Nga rằng tất cả các hoạt động với tiền điện tử đều mang tính đầu cơ và có nguy cơ mất giá trị cao. Ngân hàng Trung ương Nga tuyên bố rằng: "Hầu hết các hoạt động với tiền điện tử được thực hiện bên ngoài quy định pháp lý của cả Liên bang Nga và hầu hết các quốc gia khác. Tiền điện tử không được đảm bảo hoặc cung cấp bởi Ngân hàng Trung ương Nga. " Dự luật về tài sản tài chính kỹ thuật số đã được đưa ra tại Duma Quốc gia vào ngày 20 tháng 3 năm 2018. Nó định nghĩa khai thác tiền điện tử là "các hoạt động nhằm mục đích tạo ra tiền điện tử với mục đích nhận tiền bồi thường dưới dạng tiền điện tử." và coi đây là "hoạt động kinh doanh phải chịu thuế nếu người khai thác vượt quá giới hạn tiêu thụ năng lượng do chính phủ thiết lập trong ba tháng liên tiếp." Trong dự luật, bitcoin được phân loại là tài sản và không được coi là đấu thầu hợp pháp. Việc trao đổi tiền điện tử lấy rúp và ngoại tệ được phép nhưng chỉ thông qua các nhà khai thác được cấp phép. Dự luật cũng đưa ra định nghĩa về hợp đồng thông minh. |

#### Tây Á
| Quốc gia hoặc lãnh thổ               | Tính hợp pháp |
| ------------------------------------ | --- |
| Các tiểu vương quốc Ả Rập thống nhất | Thông tin mâu thuẫn Cấm tuyệt đối. Theo Thư viện Quốc hội Mỹ "Theo điều D.7.3 của Khung quy định về Giá trị được Lưu trữ và Hệ thống Thanh toán Điện tử, do Ngân hàng Trung ương Các Tiểu vương quốc Ả Rập Thống nhất ban hành vào tháng 1 năm 2017, tất cả các giao dịch bằng" tiền ảo "(bao gồm tiền điện tử trong Tiếng Ả Rập) bị cấm. " Tuy nhiên, vào ngày 13 tháng 2 năm 2018, nhà kinh doanh vàng Dubai, Regal RA DMCC đã trở thành công ty đầu tiên ở Trung Đông có được giấy phép kinh doanh tiền điện tử, Trung tâm đa hàng hóa Dubai cho biết. Trang web của DMCC nhấn mạnh đến "kho lạnh" của tiền điện tử và nêu rõ "Giấy phép hàng hóa tiền điện tử của DMCC chỉ dành cho Giao dịch độc quyền đối với hàng hóa tiền điện tử. Không được phép cung cấp tiền xu ban đầu và không được phép thành lập sàn giao dịch theo giấy phép này. " |
| Israel                               | Hợp pháp Kể từ năm 2017, Cơ quan Thuế Israel đã đưa ra một tuyên bố nói rằng bitcoin và các loại tiền điện tử khác sẽ không thuộc định nghĩa pháp lý về tiền tệ và không phải là an ninh tài chính mà là tài sản chịu thuế. Mỗi lần bán bitcoin, người bán sẽ phải trả 25% thuế lợi tức vốn. Những người khai thác, buôn bán bitcoin sẽ được coi là doanh nghiệp và sẽ phải trả thuế thu nhập doanh nghiệp cũng như tính thuế VAT 17%. |
| Ả Rập Xê Út                          | Hợp pháp/Cấm giao dịch ngân hàng Các tổ chức tài chính được cảnh báo từ việc sử dụng bitcoin. Cơ quan quản lý tiền tệ Ả Rập Saudi (SAMA) đã cảnh báo việc sử dụng bitcoin vì nó có rủi ro cao và các đại lý của nó sẽ không được đảm bảo bất kỳ sự bảo vệ hoặc quyền lợi nào. |
| Jordan                               | Hợp pháp/Cấm giao dịch ngân hàng Chính phủ Jordan đã đưa ra cảnh báo không khuyến khích sử dụng bitcoin và các hệ thống tương tự khác. Ngân hàng Trung ương Jordan cấm các ngân hàng, sàn giao dịch tiền tệ, công ty tài chính và công ty dịch vụ thanh toán kinh doanh bitcoin hoặc các loại tiền kỹ thuật số khác. Mặc dù có những cảnh báo công chúng về những rủi ro của bitcoin, bitcoin vẫn được các doanh nghiệp nhỏ và thương gia chấp nhận. |
| Lebanon                              | Hợp pháp Chính phủ Lebanon đã đưa ra cảnh báo không khuyến khích sử dụng bitcoin và các hệ thống tương tự khác. |
| Thổ Nhĩ Kỳ                           | Hợp pháp Bitcoin không được quản lý vì nó không được coi là tiền điện tử theo luật. |
| Iran                                 | Hợp pháp/Cấm giao dịch ngân hàng Các tổ chức tài chính không được ngân hàng trung ương cho phép tạo điều kiện cho các giao dịch bitcoin. Vào tháng 4 năm 2018, Ngân hàng Trung ương của Cộng hòa Hồi giáo Iran đã ban hành một tuyên bố cấm các ngân hàng và tổ chức tài chính của nước này giao dịch với tiền điện tử, với lý do rủi ro rửa tiền và tài trợ khủng bố. |

#### Nam Á
| Quốc gia hoặc lãnh thổ | Tính hợp pháp |
| ---------------------- | --- |
| Bangladesh             | Hợp pháp/Cấm giao dịch ngân hàng Các tổ chức tài chính không được phép tạo điều kiện cho các giao dịch bitcoin. Vào tháng 9 năm 2014, Ngân hàng Bangladesh nói rằng "bất kỳ ai bị bắt quả tang sử dụng tiền ảo có thể bị bỏ tù theo luật chống rửa tiền nghiêm ngặt của đất nước". |
| Ấn Độ                  | Hợp pháp Bộ trưởng Tài chính Arun Jaitley, trong bài phát biểu về ngân sách của mình vào ngày 1 tháng 2 năm 2018, tuyên bố rằng chính phủ sẽ làm mọi thứ để ngừng sử dụng bitcoin và các loại tiền ảo khác ở Ấn Độ cho mục đích tội phạm. Ông nhắc lại rằng Ấn Độ không công nhận chúng là đấu thầu hợp pháp và thay vào đó sẽ khuyến khích công nghệ blockchain trong hệ thống thanh toán. Jaitley cho biết: "Chính phủ không công nhận tiền điện tử là đấu thầu hợp pháp hoặc tiền xu và sẽ thực hiện mọi biện pháp để loại bỏ việc sử dụng các loại tiền điện tử này trong việc tài trợ cho các hoạt động bất hợp pháp hoặc như một phần của hệ thống thanh toán. Vào đầu năm 2018, ngân hàng trung ương của Ấn Độ, Ngân hàng Dự trữ Ấn Độ (RBI) đã công bố lệnh cấm bán hoặc mua tiền điện tử đối với các thực thể do RBI quy định. Vào năm 2019, Hiệp hội Internet và Di động của Ấn Độ đã đệ trình lên Tòa án Tối cao Ấn Độ để thách thức tính hợp pháp của tiền điện tử và tìm kiếm hướng hoặc lệnh hạn chế giao dịch của họ. Vào tháng 3 năm 2020, Tòa án tối cao của Ấn Độ đã thông qua phán quyết, thu hồi lệnh cấm của RBI đối với giao dịch tiền điện tử. |
| Nepal                  | Bất hợp pháp Cấm tuyệt đối. Vào ngày 13 tháng 8 năm 2017 Ngân hàng Nepal Rastra đã tuyên bố bitcoin là bất hợp pháp. |
| Pakistan               | Bất hợp pháp Tính đến ngày 7 tháng 4 năm 2018, Ngân hàng Nhà nước Pakistan [SBP] đã thông báo rằng bitcoin và các loại tiền ảo / mã thông báo / tiền điện tử khác bị cấm ở Pakistan. Ngân hàng Nhà nước Pakistan sẽ không can dự nếu có bất kỳ tranh chấp nào. Họ sẽ không tạo điều kiện cho bất kỳ giao dịch nào liên quan đến bitcoin. Ngân hàng đã đưa ra thông báo chính thức trên trang web của mình và cũng đã đăng tin này trên tài khoản Twitter chính thức của mình. |

#### Đông Nam Á
| Quốc gia hoặc lãnh thổ | Tính hợp pháp |
| ---------------------- | --- |
| Cambodia               | Hợp pháp/Cấm giao dịch ngân hàng Ngân hàng Quốc gia Campuchia (NBC), đã "yêu cầu các ngân hàng ở Campuchia không cho phép mọi người thực hiện các giao dịch bằng tiền điện tử." |
| Indonesia              | Hợp pháp để giao dịch và nắm giữ/Bất hợp pháp như một công cụ thanh toán Vào ngày 7 tháng 12 năm 2017, Bank Indonesia, ngân hàng trung ương của đất nước, đã ban hành quy định cấm sử dụng tiền điện tử bao gồm bitcoin làm công cụ thanh toán bắt đầu từ ngày 1 tháng 1 năm 2018. |
| Malaysia               | Hợp pháp Vào ngày 4 tháng 11 năm 2013, Ngân hàng Negara Malaysia (BNM) đã gặp gỡ những người đề xuất bitcoin địa phương để tìm hiểu thêm về đồng tiền này nhưng không đưa ra bình luận vào thời điểm đó. BNM đã đưa ra một tuyên bố vào ngày 6 tháng 1 năm 2014 rằng bitcoin không được công nhận là một đấu thầu hợp pháp ở Malaysia. Ngân hàng trung ương sẽ không điều chỉnh các hoạt động bitcoin vào lúc này và người dùng nên nhận thức được những rủi ro liên quan đến việc sử dụng bitcoin. |
| Philippines            | Hợp pháp Vào ngày 6 tháng 3 năm 2014, Bangko Sentral ng Pilipinas (BSP) đã đưa ra một tuyên bố về những rủi ro liên quan đến giao dịch và sử dụng bitcoin. Gần đây, các loại tiền ảo đã được hợp pháp hóa và các sàn giao dịch tiền điện tử hiện được quy định bởi Ngân hàng Trung ương Philippines (Bangko Sentral ng Pilipinas) theo Thông tư 944; tuy nhiên bitcoin và các "loại tiền ảo" khác không được BSP công nhận là tiền tệ vì "nó không được phát hành hoặc đảm bảo bởi ngân hàng trung ương cũng như không được hỗ trợ bởi bất kỳ hàng hóa nào." |
| Singapore              | Hợp pháp Vào tháng 12 năm 2013, Cơ quan tiền tệ Singapore đã báo cáo rằng "việc doanh nghiệp có chấp nhận bitcoin hay không để đổi lấy hàng hóa và dịch vụ của họ là một quyết định thương mại mà MAS không can thiệp." Vào ngày 22 tháng 9 năm 2013, Cơ quan tiền tệ Singapore (MAS) đã cảnh báo người dùng về những rủi ro liên quan đến việc sử dụng bitcoin, nói rằng "Nếu bitcoin ngừng hoạt động, có thể không có một bên nhận dạng nào chịu trách nhiệm hoàn trả số tiền của họ hoặc để họ tìm cách truy đòi" và vào tháng 12 năm 2013 tuyên bố "Việc các doanh nghiệp có chấp nhận Bitcoin để đổi lấy hàng hóa và dịch vụ của họ hay không là một quyết định thương mại mà MAS không can thiệp" Vào tháng 1 năm 2014, Cơ quan Doanh thu Nội địa của Singapore đã ban hành một loạt thuế các hướng dẫn mà theo đó các giao dịch bitcoin có thể được coi là trao đổi hàng hóa nếu nó được sử dụng làm phương thức thanh toán cho hàng hóa và dịch vụ thực. Các doanh nghiệp giao dịch với các sàn giao dịch tiền tệ bitcoin sẽ bị đánh thuế dựa trên doanh số bán bitcoin của họ. Vào tháng 4 năm 2019, MAS gọi bitcoin là mã thông báo thanh toán kỹ thuật số cho các mục đích của Đạo luật dịch vụ thanh toán. |
| Thái Lan               | Hợp pháp Các sàn giao dịch bitcoin có trụ sở tại Thái Lan chỉ có thể trao đổi Tiền tệ kỹ thuật số lấy Baht Thái và bắt buộc phải hoạt động với giấy phép thương mại điện tử của Cục Phát triển Kinh doanh Thái Lan. Họ cũng được yêu cầu có các chính sách và thủ tục KYC và CDD, phù hợp với Quy định của Bộ trưởng Quy định về Quy tắc và Thủ tục đối với Sự siêng năng của Khách hàng, Tham khảo Trang 8 Tập 129 Phần 44 A Công báo Chính phủ 23 tháng 5 năm 2555 (2012). Hoạt động đáng ngờ phải được báo cáo cho Văn phòng Chống rửa tiền (AMLO) của Thái Lan. |
| Việt Nam               | Hợp pháp để giao dịch và nắm giữ/Bất hợp pháp như một công cụ thanh toán Ngân hàng Nhà nước Việt Nam đã tuyên bố việc phát hành, cung ứng và sử dụng bitcoin và các loại tiền ảo tương tự khác như là phương tiện thanh toán là bất hợp pháp và bị xử phạt từ 150 triệu đến 200 triệu đồng, nhưng Chính phủ không cấm giao dịch bitcoin như là một hàng hóa hoặc tài sản ảo. |
| Brunei                 | Hợp pháp để giao dịch và nắm giữ Bitcoin và tiền điện tử không phải là đấu thầu hợp pháp ở Brunei Darussalam và không bị AMBD (Cơ quan tiền tệ Brunei) quản lý. Nó không được bảo vệ theo luật do AMBD quản lý. Tuy nhiên, AMBD khuyến cáo công chúng không nên dễ dàng bị lôi kéo bởi bất kỳ quảng cáo đầu tư hoặc hoạt động tài chính nào, và hãy tiến hành thẩm định và hiểu rõ các sản phẩm tài chính trước khi tham gia. Không có luật nào nói rằng việc nắm giữ hoặc giao dịch bitcoin là bất hợp pháp. |

### Châu Âu

#### Đông Âu
| Country or territory | Legality |
| -------------------- | --- |
| Áo                   | Hợp pháp Bitcoin không được xem là tiền tệ chính thức ở Áo và chịu thuế. Cơ quan thị trường tài chính (FMA) cảnh báo các nhà đầu tư về các rủi ro với tiền ảo cũng như việc FMA không quản lý các dạng tiền ảo hay các nền tảng giao dịch tiền ảo. |
| Croatia              | Hợp pháp Năm 2017, Hội đồng ổn định tài chính của Croatia đã cảnh báo các nhà đầu tư về những rủi ro khi sử dụng tiền ảo như trộm cắp hay gian lận số. Ngân hàng Quốc gia Croatia cũng đưa ra cảnh báo tương tự vào ngày 22 tháng 9 năm 2017. |
| Cộng hòa Séc         | Hợp pháp Các doanh nghiệp và cá nhân mua, bán, lưu trữ, quản lý hoặc làm trung gian mua bán tiền ảo hoặc cung cấp các dịch vụ tương tự phải tuân thủ luật chống rửa tiền. Về mặt kế toán, bitcoin được coi như là tài sản vô hình (và không phải là tiền điện tử). |
| Đức                  | Hợp pháp Ngày 19 tháng 8 năm 2013, Bộ Tài chính Đức đã thông báo rằng bitcoin hiện nay về cơ bản là một đơn vị và có thể được sử dụng cho mục đích thuế và giao dịch trong nước. Các giao dịch qua bitcoin phải trả thuế VAT như các giao dịch bằng đồng euro. Bitcoin không được coi là ngoại tệ hay tiền điện tử mà là tiền tư nhân, có thể được sử dụng trong các vòng kết nối thanh toán đa phương. Ngân hàng Bundesbank không gọi bitcoin là tiền ảo hay tiền kỹ thuật số mà gọi là "crypto token.":41 Vào tháng 11 năm 2019, Quốc hội Đức thông qua một luât cho phép các ngân hàng bán và lưu trữ tiền điện tử kể từ ngày 1 tháng 1 năm 2020. |
| Hungary              | Hợp pháp Ngân hàng Trung ương Hungary Magyar Nemzeti Bank (MNB) đã đưa ra một số cảnh báo về tiền điện tử, nói rằng nó "rủi ro hơn nhiều" so với các hình thức thanh toán điện tử khác như thẻ tín dụng. |
| Ba Lan               | Hợp pháp Hiện ở Ba Lan không có quy định pháp lý về việc sử dụng bitcoin. Ông Szymon Woźniak từ Bộ Tài chính Ba Lan đã đưa ra thông báo chính thức về tính hợp pháp của bitcoin vào ngày 18 tháng 12 năm 2013 tại một hội nghị ở Trường Kinh tế Warsaw, nói rằng Bộ Tài chính không coi bitcoin là bất hợp pháp và không muốn cản trở sự phát triển của bitcoin. Szymon Woźniak cũng nêu rõ tuy không bất hợp pháp nhưng bitcoin không thể được coi là tiền tệ hợp pháp, và theo chỉ thị của Liên minh Châu Âu, nó cũng không phải là tiền điện tử. Kể từ ngày 27 tháng 1 năm 2015, một số ngân hàng đã đóng tài khoản của các khách hàng có giao dịch bitcoin với nguyên nhân là có thể phạm tội "giao dịch tiền điện tử". Ngày 7 tháng 7 năm 2017, Ngân hàng Quốc gia Ba Lan (NBP) và Cơ quan Giám sát Tài chính (KNF) đưa ra một bình luận về "tiền tệ" ảo. Họ nhấn mạnh rằng các loại tiền ảo (bao gồm cả bitcoin): (1) không được phát hành hoặc bảo đảm bởi ngân hàng trung ương, (2) không phải là tiền tệ chính thức, (3) không thể được sử dụng để thanh toán các nghĩa vụ thuế (4) không đáp ứng tiêu chí về khả năng chấp nhận phổ biến tại các điểm mua sắm và dịch vụ, (5) không phải là tiền điện tử, (6) không phải là dịch vụ thanh toán (về mặt pháp lý), (7) không phải là công cụ tài chính (về mặt pháp lý). Họ nói thêm rằng giao dịch tiền ảo ở Ba Lan không vi phạm luật pháp quốc gia hoặc luật pháp EU, tuy nhiên việc có "tiền" ảo tạo ra nhiều rủi ro: (1) rủi ro liên quan đến khả năng mất tiền do trộm cắp, (2) rủi ro liên quan đến thiếu đảm bảo, (3) rủi ro thiếu khả năng chấp nhận phổ biến, (4) rủi ro liên quan đến khả năng gian lận, (5) rủi ro thay đổi giá cao. Vì những rủi ro này, NBP và KNF cảnh báo không nên mua và đầu tư vào tiền ảo. NBP và KNF thừa nhận rằng việc mua, sở hữu và bán tiền ảo của các tổ chức được KNF giám sát (ví dụ: ngân hàng) sẽ có rủi ro cao và sẽ không đảm bảo sự quản lý ổn định và thận trọng của tổ chức tài chính. Các tổ chức tài chính nên thận trọng với việc tham gia và hợp tác với các đơn vị "giao dịch" tiền ảo. |
| Romania              | Hợp pháp Vào tháng 3 năm 2015, một tuyên bố chính thức của Ngân hàng Quốc gia Romania đã đề cập rằng "việc sử dụng tiền tệ kỹ thuật số để thanh toán gây ra những rủi ro nhất định đối với hệ thống tài chính". Vào tháng 10 năm 2017, Cơ quan Quản lý Tài chính Quốc gia (ANAF) đã tuyên bố rằng họ thiếu khung pháp lý cho bitcoin, và do đó cơ quan này không thể hợp pháp hóa việc đánh thuế bitcoin (tức là bitcoin được miễn thuế). Vào tháng 1 năm 2019, Luật nr. 30/2019 giải thích rằng bắt đầu từ năm 2019, thu nhập từ kinh doanh "tiền ảo" được phân loại như là "thu nhập từ các nguồn khác". Ngoài ra, có một điểm mới, Điều 116. (2) c), quy định rằng thuế thu nhập 10% chỉ được áp dụng đối với "chênh lệch dương giữa giá bán và giá mua" (và không áp dụng cho toàn bộ số tiền nhận được. từ một lần bán hàng). Ngoài ra, lợi nhuận dưới 200 RON cho mỗi giao dịch có tổng số tiền dưới 600 RON trong năm tài chính được miễn thuế. |
| Slovakia             | Hợp pháp Ngân hàng Quốc gia Slovakia (NBS) cho biết bitcoin không có các thuộc tính pháp lý của một loại tiền tệ, và do đó nó không thể được coi là một loại tiền tệ. Luật pháp Châu Âu, bao gồm cả luật của Slovakia, không xác định rõ các hoạt động liên quan đến tiền ảo. Các hoạt động như vậy không phải là Công ty và được giám sát bởi Ngân hàng Quốc gia Slovakia hoặc Ngân hàng Trung ương Châu Âu. Đồng thời, NBS chỉ ra rằng bất kỳ pháp nhân hoặc thể nhân nào ở Cộng hòa Slovak sẽ không phát hành bất kỳ tờ tiền hoặc bất kỳ một loại tiền tệ nào khác. Việc sản xuất trái phép tiền giấy và tiền xu và đưa chúng vào lưu thông sẽ bị pháp luật trừng phạt. Trong bối cảnh này, NBS chỉ ra rằng tiền ảo không phải là tiền tệ hợp pháp và việc tham gia vào một chương trình như vậy (tiền ảo) sẽ tạo ra rủi ro. Việc trao đổi hoặc mua tiền ảo thể hiện rủi ro kinh doanh của nhà đầu tư và tiền của nhà đầu tư không được bảo vệ. Các khoản bồi thường thiệt hại nào do trao đổi hoặc mua bán như vậy sẽ không được pháp luật bảo đảm. |
| Slovenia             | Hợp pháp Vào ngày 23 tháng 12 năm 2013, Bộ Tài chính Slovenia đã đưa ra một thông báo tuyên bố rằng bitcoin không phải là một loại tiền tệ hay tài sản. Bitcoin không bị đánh thuế thu nhập vốn, nhưng việc khai thác bitcoin bị đánh thuế và các doanh nghiệp bán hàng hóa và cung cấp dịch vụ bằng bitcoin cũng bị đánh thuế. |
| Thụy Sĩ              | Hợp pháp Các hoạt động bitcoin ở Thụy Sĩ được đặt dưới sự kiểm soát để chống rửa tiền, và trong một số trường hợp có thể cần giấy phép giao dịch. Vào ngày 5 tháng 12 năm 2013, 45 thành viên trong Quốc hội Thụy Sĩ đưa ra một đề xuất về tính bền vững kỹ thuật số (Pardigli), kêu gọi chính phủ Thụy Sĩ đánh giá những cơ hội của việc sử dụng bitcoin trong ngành tài chính. Đề xuất này cũng cố gắng làm rõ về địa vị pháp lý của bitcoin đối với VAT, chứng khoán và luật chống rửa tiền. Để đáp lại các đề xuất của quốc hội, Hội đồng Liên bang Thụy Sĩ đã ban hành một báo cáo về tiền ảo vào tháng 6 năm 2014. Báo cáo tuyên bố rằng vì tiền ảo không có giá trị pháp lý, Hội đồng Liên bang đã kết luận rằng không cần thiết phải thực hiện các biện pháp lập pháp vào lúc này. Vào năm 2016, Zug đã cho phép dùng bitcoin như một phương tiện thanh toán phí thành phố, trong một cuộc thử nghiệm và nỗ lực nhằm nâng cao Zug như một khu vực đang phát triển các công nghệ của tương lai Swiss Federal Railways, công ty đường sắt thuộc sở hữu của chính phủ Thụy Sĩ, bán bitcoin tại các máy bán vé của mình. |

| Quốc gia hoặc lãnh thổ | Tính hợp pháp |
| ---------------------- | --- |
| Belarus                | Hợp pháp Nghị định về phát triển nền kinh tế kỹ thuật số - sắc lệnh của Alexander Lukashenko, Tổng thống Cộng hòa Belarus, bao gồm các biện pháp tự do hóa các điều kiện kinh doanh trong lĩnh vực công nghệ cao. Các quy định của nghị định "Về phát triển nền kinh tế kỹ thuật số" tạo cơ sở pháp lý cho việc lưu thông tiền tệ kỹ thuật số và mã thông báo dựa trên công nghệ blockchain, để các công ty cư trú của Khu công nghệ cao có thể cung cấp các dịch vụ của thị trường chứng khoán và sàn giao dịch văn phòng có tiền điện tử và thu hút tài chính thông qua ICO. Đối với các pháp nhân, Nghị định trao quyền tạo và đặt mã thông báo của riêng họ, thực hiện các giao dịch thông qua thị trường chứng khoán và các nhà điều hành sàn giao dịch; cho các cá nhân, Nghị định trao quyền tham gia khai thác, sở hữu mã thông báo, mua và đổi chúng thành đồng rúp, ngoại tệ và tiền điện tử của Belarus, và để thừa kế chúng. Cho đến ngày 1 tháng 1 năm 2023, Nghị định loại trừ doanh thu và lợi nhuận từ các hoạt động với mã thông báo khỏi cơ sở chịu thuế. Đối với các cá nhân, việc mua và bán mã thông báo không được coi là hoạt động kinh doanh và bản thân mã thông báo cũng như thu nhập từ các giao dịch với họ không phải khai báo. Điểm đặc biệt của quy định được đưa ra là mọi hoạt động sẽ phải được thực hiện thông qua các công ty cư trú của Khu Công nghệ cao. Ngoài ra, nghị định bao gồm: - Gia hạn thời hạn hiệu lực của chế độ pháp lý đặc biệt của Khu Công nghệ cao đến ngày 1 tháng 1 năm 2049, và mở rộng danh sách hoạt động của các công ty cư trú. Theo các quy định mới, các nhà phát triển các giải pháp dựa trên blockchain, các nhà phát triển hệ thống học máy dựa trên mạng nơ-ron nhân tạo, các công ty từ ngành y tế và công nghệ sinh học, các nhà phát triển phương tiện không người lái, cũng như các nhà phát triển và xuất bản phần mềm có thể trở thành cư dân. Danh sách các lĩnh vực có triển vọng là không giới hạn và có thể mở rộng theo quyết định của ban giám sát Khu Công nghệ cao. - Bảo toàn các lợi ích hiện có cho các công ty cư trú trong Khu Công nghệ cao, bao gồm cả việc hủy bỏ thuế lợi tức (thay vào đó là mức đóng góp 1% tổng doanh thu từ việc quản lý công viên được áp dụng), giảm xuống còn 9% thuế suất thuế thu nhập cá nhân đối với người lao động và quyền đóng góp vào Quỹ Bảo trợ xã hội theo số liệu bình quân chung của cả nước chứ không phải theo lương thực tế. - Việc các công ty nước ngoài cung cấp dịch vụ tiếp thị, quảng cáo, tư vấn và các dịch vụ khác cho cư dân của Khu Công nghệ cao được miễn thuế giá trị gia tăng cũng như nộp thuế thu nhập, điều này cho phép quảng bá các sản phẩm CNTT của các công ty Belarus ở thị trường nước ngoài. Để khuyến khích đầu tư, Nghị định cũng miễn thuế đối với các công ty nước ngoài đối với thu nhập từ chuyển nhượng cổ phần, phần vốn góp được ủy quyền và cổ phần trong tài sản của cư dân Khu Công nghệ cao (với điều kiện sở hữu liên tục ít nhất 365 ngày). - Giới thiệu các tổ chức luật tiếng Anh cá nhân cho cư dân của Khu Công nghệ cao, giúp có thể ký kết các hợp đồng quyền chọn, hợp đồng vay có thể chuyển đổi, thỏa thuận không cạnh tranh với nhân viên, thỏa thuận trách nhiệm thu hút nhân viên, giấy ủy quyền không hủy ngang và các tài liệu khác phổ biến trong thông lệ quốc tế. Biện pháp này nhằm đơn giản hóa việc cấu trúc các giao dịch với vốn nước ngoài. - Đơn giản hóa chế độ giao dịch tiền tệ đối với cư dân của Khu Công nghệ cao, bao gồm việc áp dụng thủ tục thông báo giao dịch tiền tệ, hủy bỏ mẫu văn bản bắt buộc giao dịch ngoại thương, giới thiệu xác nhận các hoạt động đã thực hiện bằng chứng từ chính đơn phương vẽ lên. Ngoài ra, nghị định loại bỏ các hạn chế đối với các công ty cư trú đối với các giao dịch bằng tiền điện tử và cho phép mở tài khoản tại các ngân hàng nước ngoài và các tổ chức tín dụng và tài chính mà không cần xin phép Ngân hàng Quốc gia Cộng hòa Belarus. - Đơn giản hóa thủ tục tuyển dụng chuyên gia nước ngoài đủ tiêu chuẩn của các công ty cư trú tại Khu Công nghệ cao, bao gồm bãi bỏ giấy phép tuyển dụng, đơn giản hóa thủ tục xin giấy phép lao động và chế độ miễn thị thực cho người sáng lập và nhân viên của công ty cư trú với thời hạn lưu trú liên tục lên đến 180 ngày. |
| Ukraine                | |

#### Bắc Âu
| Quốc gia hoặc lãnh thổ | Tính hợp pháp |
| ---------------------- | --- |
| Đan Mạch               | Hợp pháp Cơ quan Giám sát Tài chính Đan Mạch đã đưa ra một tuyên bố tuyên bố rằng bitcoin không phải là một loại tiền tệ và tuyên bố rằng nó sẽ không điều chỉnh việc sử dụng nó. Vào ngày 17 tháng 12 năm 2013, Cơ quan Giám sát Tài chính Đan Mạch (FSA) đã đưa ra một tuyên bố lặp lại cảnh báo của EBA. Tính đến năm 2017, FSA nói rằng hoạt động kinh doanh với bitcoin không thuộc thẩm quyền quản lý của nó và do đó FSA không ngăn cản bất kỳ ai mở các doanh nghiệp như vậy. Trưởng cố vấn pháp lý của FSA nói rằng Đan Mạch có thể xem xét sửa đổi luật tài chính hiện hành để bao gồm các loại tiền ảo. |
| Estonia                | Hợp pháp Ở Estonia, việc sử dụng bitcoin không được chính phủ quản lý hoặc kiểm soát. Bộ Tài chính Estonia đã kết luận rằng không có trở ngại pháp lý nào để sử dụng các loại tiền điện tử giống như bitcoin làm phương thức thanh toán. Do đó, thương nhân phải xác định người mua khi thiết lập mối quan hệ kinh doanh hoặc nếu người mua có được hơn 1.000 euro tiền tệ trong một tháng. |
| Phần Lan               | Hợp pháp Cơ quan quản lý thuế Phần Lan đã ban hành hướng dẫn đánh thuế các loại tiền ảo, bao gồm cả bitcoin. Thay vì tiền tệ hoặc chứng khoán, giao dịch bitcoin được coi là một hợp đồng tư nhân tương đương với một hợp đồng chênh lệch cho các mục đích thuế. Các giao dịch mua hàng hóa bằng bitcoin hoặc chuyển đổi bitcoin thành tiền pháp định "nhận ra" giá trị và bất kỳ sự gia tăng giá nào sẽ phải chịu thuế; tuy nhiên, các khoản lỗ không được khấu trừ thuế. Bitcoin được khai thác được coi là thu nhập kiếm được. Quyết định 034/2014 của Ủy ban Thuế Trung ương Phần Lan (CBT) tuyên bố rằng phí hoa hồng được tính khi mua bitcoin bởi thị trường trao đổi, theo Chỉ thị VAT của EU, các dịch vụ ngân hàng và do đó được miễn VAT. Điều này là do tòa án đã phân loại bitcoin là công cụ thanh toán - trong khi hầu hết các quốc gia coi việc sử dụng bitcoin như một phương thức không được kiểm soát để trao đổi hàng hóa hoặc thậm chí là tội phạm. |
| Iceland                | Hợp pháp Theo một ý kiến năm 2014, từ Ngân hàng Trung ương Iceland "không có ủy quyền mua ngoại tệ từ các tổ chức tài chính ở Iceland hoặc chuyển ngoại tệ qua biên giới trên cơ sở giao dịch bằng tiền ảo. Chỉ vì lý do này, các giao dịch bằng tiền ảo phải chịu các hạn chế ở Iceland. " Điều này không ngăn các doanh nghiệp ở Iceland khai thác bitcoin. Ngân hàng Trung ương Iceland xác nhận rằng "không được phép tham gia vào giao dịch ngoại hối với đồng tiền điện tử bitcoin, theo Đạo luật Ngoại hối Iceland". Vào ngày 12 tháng 3 năm 2017, Ngân hàng Trung ương đã sửa đổi các quy tắc của mình. Với các quy định mới, các khoản miễn trừ rộng rãi và chung đã được cấp khỏi các hạn chế của Đạo luật Ngoại hối số 87/1992. |
| Lithuania              | Hợp pháp Ngân hàng Lithuania đã đưa ra một cảnh báo vào ngày 31 tháng 1 năm 2014 rằng bitcoin không được công nhận là đấu thầu hợp pháp ở Litva và người dùng bitcoin nên nhận thức được những rủi ro cao đi kèm với việc sử dụng nó. |
| Na Uy                  | Hợp pháp Cơ quan quản lý thuế Na Uy đã tuyên bố vào tháng 12 năm 2013 rằng họ không định nghĩa bitcoin là tiền mà coi nó như một tài sản. Lợi nhuận phải chịu thuế của cải. Trong kinh doanh, việc sử dụng bitcoin thuộc quy định về thuế bán hàng. Chính phủ Na Uy đã tuyên bố vào tháng 2 năm 2017 rằng họ sẽ không đánh thuế VAT đối với việc mua hoặc bán bitcoin. |
| Thụy Điển              | Hợp pháp Cơ quan thuế Thụy Điển đã đưa ra phán quyết sơ bộ về Thuế giá trị gia tăng (VAT) đối với bitcoin, nêu rõ rằng giao dịch bitcoin không phải chịu thuế VAT của Thụy Điển mà thay vào đó phải tuân theo các quy định của Finansinspektionen (Cơ quan giám sát tài chính) và được coi như một loại tiền tệ. Quyết định này đã bị Cơ quan Thuế Thụy Điển kháng nghị. Cơ quan tài phán của Thụy Điển nói chung khá thuận lợi cho các doanh nghiệp và người dùng bitcoin so với các quốc gia khác trong EU và phần còn lại của thế giới. Cơ quan quản lý và giám sát của chính phủ Cơ quan Giám sát Tài chính Thụy Điển (Finansinspektionen) đã hợp pháp hóa ngành công nghiệp đang phát triển nhanh chóng bằng cách tuyên bố công khai bitcoin và các loại tiền kỹ thuật số khác như một phương tiện thanh toán. Đối với một số doanh nghiệp nhất định tương tác với fiat (chủ yếu là sàn giao dịch), quy định hiện hành quy định rằng phải nộp đơn xin phê duyệt / giấy phép và tất cả các quy định AML / CTF và KYC áp dụng cho các nhà cung cấp dịch vụ tài chính truyền thống hơn phải được tuân thủ. |

#### Nam Âu
| Quốc gia hoặc lãnh thổ | Tính hợp pháp |
| ---------------------- | --- |
| Bosnia and Herzegovina | Hợp pháp Không có quy định về việc sử dụng bitcoin. |
| Bulgaria               | Hợp pháp Không có một từ nào trong luật của Bungari về bitcoin. Mọi người nợ 10% thuế nếu họ kinh doanh có lãi. |
| Hy Lạp                 | Hợp pháp Không có luật cụ thể nào về bitcoin ở Hy Lạp. |
| Ý                      | Hợp pháp Ý không quy định việc sử dụng bitcoin của các cá nhân. |
| Malta                  | Hợp pháp Tính đến năm 2017, Malta không có bất kỳ quy định nào liên quan cụ thể đến bitcoin. Năm 2017, thủ tướng Joseph Muscat của đất nước đã công bố phê duyệt chiến lược quốc gia nhằm thúc đẩy bitcoin và công nghệ blockchain. Muscat đã đề cập cụ thể đến khả năng của blockchain bitcoin trong việc xử lý, lưu trữ và xử lý dữ liệu nhạy cảm trong một hệ sinh thái phi tập trung và bất biến. |
| North Macedonia        | Hợp pháp Không có luật cụ thể nào về bitcoin hoặc tiền điện tử tồn tại ở Bắc Macedonia. Vào năm 2016, Ngân hàng Quốc gia Cộng hòa Bắc Macedonia đã công bố một thông cáo báo chí về cuộc điều tra mà họ đã thực hiện đối với ONECOIN và không khuyến khích người dân đầu tư vào nó vì rất có thể đây là một trò lừa đảo. Trong cùng một thông cáo báo chí, NBRM đã trích dẫn luật Hoạt động ngoại hối, nhưng vì tiền điện tử không cấu thành ngoại tệ như chúng được quy định trong luật, nên luật này không được kiểm soát. |
| Bồ Đào Nha             | Hợp pháp Bitcoin không có khung pháp lý cụ thể ở Bồ Đào Nha. |
| Tây Ban Nha            | Hợp pháp Các giao dịch bằng bitcoin tuân theo luật tương tự như giao dịch hàng đổi hàng. |

#### Tây Âu
| Quốc gia hoặc lãnh thổ | Tính hợp pháp |
| ---------------------- | --- |
| Bỉ                     | Hợp pháp Bộ trưởng Bộ Tài chính chỉ ra rằng sự can thiệp của chính phủ đối với hệ thống bitcoin dường như không cần thiết vào thời điểm hiện tại. |
| Pháp                   | Hợp pháp Bộ Tài chính Pháp đã ban hành các quy định vào ngày 11 tháng 7 năm 2014 liên quan đến hoạt động của các chuyên gia tiền ảo, sàn giao dịch và thuế. |
| Ireland                | Hợp pháp Ngân hàng Trung ương Ireland đã được trích dẫn trong Hội đồng Ireland tuyên bố rằng nó không điều chỉnh bitcoin. |
| Luxembourg             | Hợp pháp Ủy ban giám sát du Secteur Financier đã ban hành một thông báo vào tháng 2 năm 2014 thừa nhận trạng thái của tiền tệ đối với bitcoin và các loại tiền điện tử khác. BitLicence đầu tiên được phát hành vào tháng 10 năm 2015. |
| Hà Lan                 | Hợp pháp Tính đến năm 2017, các loại tiền ảo như bitcoin không nằm trong phạm vi điều chỉnh của Đạo luật giám sát tài chính của Hà Lan. |
| Vương quốc Anh         | Hợp pháp Tính đến năm 2017, chính phủ Vương quốc Anh đã tuyên bố rằng bitcoin không bị kiểm soát và nó được coi là 'ngoại tệ' cho hầu hết các mục đích, bao gồm VAT/GST. Bitcoin được coi là 'tiền riêng tư'. Khi bitcoin được trao đổi sang đồng bảng Anh hoặc lấy ngoại tệ, chẳng hạn như euro hoặc đô la, sẽ không có thuế GTGT đối với giá trị của chính bitcoin. Tuy nhiên, trong mọi trường hợp, VAT sẽ do các nhà cung cấp bất kỳ hàng hóa hoặc dịch vụ nào được bán để đổi lấy bitcoin hoặc các loại tiền điện tử tương tự khác theo cách thông thường. Lợi nhuận và thua lỗ trên tiền điện tử phải chịu thuế tăng vốn. Một cơ quan trong ngành có tên "CryptoUK" đang hướng tới việc cải thiện các tiêu chuẩn ngành xung quanh Bitcoin. Họ đã đề xuất một quy tắc ứng xử bao gồm điều khoản về Chống rửa tiền và các biện pháp bảo mật bổ sung. |

### Châu Đại dương
| Quốc gia hoặc lãnh thổ | Tính hợp pháp |
| ---------------------- | --- |
| Úc                     | Hợp pháp Vào tháng 12 năm 2013, thống đốc Ngân hàng Dự trữ Úc (RBA) đã chỉ ra trong một cuộc phỏng vấn về tính hợp pháp của bitcoin rằng, "Sẽ không có gì ngăn cản người dân ở quốc gia này quyết định giao dịch bằng một số loại tiền tệ khác trong cửa hàng nếu họ muốn. Không có luật nào chống lại điều đó, vì vậy chúng tôi có các loại tiền tệ cạnh tranh. " Bắt đầu từ tháng 4 năm 2018, các sàn giao dịch tiền kỹ thuật số của Úc phải đăng ký với Trung tâm Báo cáo và Phân tích Giao dịch Úc và thực hiện các chính sách " biết khách hàng của bạn " để tuân thủ luật chống rửa tiền mới. |
| New Zealand            | Hợp pháp Ngân hàng Dự trữ New Zealand tuyên bố: "Các tổ chức không phải là ngân hàng không cần sự chấp thuận của chúng tôi đối với các kế hoạch liên quan đến việc lưu trữ và/hoặc chuyển giao giá trị (chẳng hạn như 'bitcoin') - miễn là chúng không liên quan đến việc phát hành và lưu thông tiền tệ vật chất (tiền giấy và tiền xu)." |